# Пундак, Ицхак
Ицхак Пундак (ивр. יצחק פונדק‎; 13 июня 1913 — 27 августа 2017) — израильский военачальник, генерал-майор в отставке, политический деятель и дипломат.

## Биография
Ицхак Пундак родился 13 июня 1913 года в польском Кракове, входившим в состав Австро-Венгрии. В 1933 году эмигрировал в Эрец-Исраэль, в то время находящийся под британской оккупацией и тогда же поступил в Хагану.

## Военная карьера
В 1945 был инструктором курсов командиров взводов. Во время войны Израиля за независимость Ицхак служил в ХИШ, командовал батальоном в бригаде «Гивати», участвовал в битве за Ницаним. В конце войны командовал бригадой «Одед», участвовал в операциях «Йоав» и «Хирам». В 1951 создал отряд, отколовшийся от «Гадны». В 1952 году проходил во Франции курс танковой войны, затем был назначен на пост главы танкового корпуса в Армии обороны Израиля. 3 февраля 1954 был повышен до звания бригадного генерала. В 1971 году был назначен на пост губернатора Синайского полуострова и сектора Газа. Предложил план депортации арабов из Сектора Газа в новый город на Синае, но встретил противодействие со стороны Ариэля Шарона.

## Гражданская служба
Во время первой интифады поддерживал односторонние эвакуации Сектора Газа. В ноябре 1965 назначен послом Израиля в Танзании. Позже являлся послом в Гватемале и Сальвадоре (по совместительству).